# Lieja-Bastogne-Lieja 1892
La Lieja-Bastogne-Lieja 1892 fou la 1a edició de la clàssica ciclista Lieja-Bastogne-Lieja. Es va disputar el 29 de maig de 1892 sobre un recorregut de 250 km. La victòria fou pel belga Léon Houa, que va recórrer la distància en 10h 48' 36", a una mitjana de 23,32 km/h. Aquesta primera edició va estar reservada als ciclistes amateurs i fou organitzada per la Liège Cyclist Union, de la qual era membre Léon Houa.

## Resultats
|    | Ciclista                 | Temps        |
| -- | ------------------------ | ------------ |
| 1  | Léon Houa (BEL)          | 10h 48' 36"  |
| 2  | Léon Lhoest (BEL)        | + 22' 00"    |
| 3. | Louis Rasquinet (BEL)    | + 44' 00"    |
| 4  | Antoine Gehenniaux (BEL) | + 57' 00"    |
| 5  | Henri Thanghe (BEL)      | + 59' 00"    |
| 6  | Jos Berchmans (BEL)      | + 1h 11' 00" |
| 7  | Gustave Ghiot (BEL)      | + 1h 22' 00" |
| 8  | René Nulens (BEL)        | + 1h 42' 00" |
| 9  | Maurice Tips (BEL)       | + 1h 58' 00" |
| 10 | Willem Muller (BEL)      | + 2h 31' 00" |